# Minori Yonehara
Minori Yonehara (japanisch 米原 実令 Yonehara Minori; * 13. Juli 1995) ist eine japanische Tennisspielerin.

## Karriere
Yonehara spielt vor allem auf Turnieren der ITF Women’s World Tennis Tour, bei denen sie bislang vier Doppeltitel gewonnen hat.

## Turniersiege

### Doppel
| Nr. | Datum            | Turnier    | Kategorie   | Belag     | Partnerin       | Finalgegnerinnen              | Ergebnis         |
| --- | ---------------- | ---------- | ----------- | --------- | --------------- | ----------------------------- | ---------------- |
| 1.  | 13. Oktober 2018 | Makinohara | ITF $25.000 | Teppich   | Kanako Morisaki | Chinatsu Shimizu Ramu Ueda    | 6:3, 6:1         |
| 2.  | 16. März 2019    | Nishitama  | ITF W25     | Hartplatz | Haruna Arakawa  | Emina Bektas Tara Moore       | 6:4, 6:3         |
| 3.  | 6. April 2019    | Kashiwa    | ITF W25     | Hartplatz | Kanako Morisaki | Lee So-ra Lee Ya-hsuan        | 4:6, 6:2, [10:5] |
| 4.  | 31. August 2019  | Nanao      | ITF W25     | Teppich   | Kanako Morisaki | Erina Hayashi Miharu Imanishi | 6:1, 6:3         |